# Utøya
Utøya ⓘ [ˈʉːtʔœʏɑ] ist eine Insel im Tyrifjord, dem fünftgrößten Binnensee Norwegens. Sie liegt nahe dem Eingang zum Holsfjord, einem der vier Hauptarme des Sees, rund 500 m vom Seeufer entfernt. Die Insel gehört zur Gemeinde Hole in der Provinz Buskerud, rund 30 Kilometer nordwestlich der Hauptstadt Oslo. Am 22. Juli 2011 wurden bei einem Anschlag auf der Insel 69 Menschen getötet.

## Beschreibung

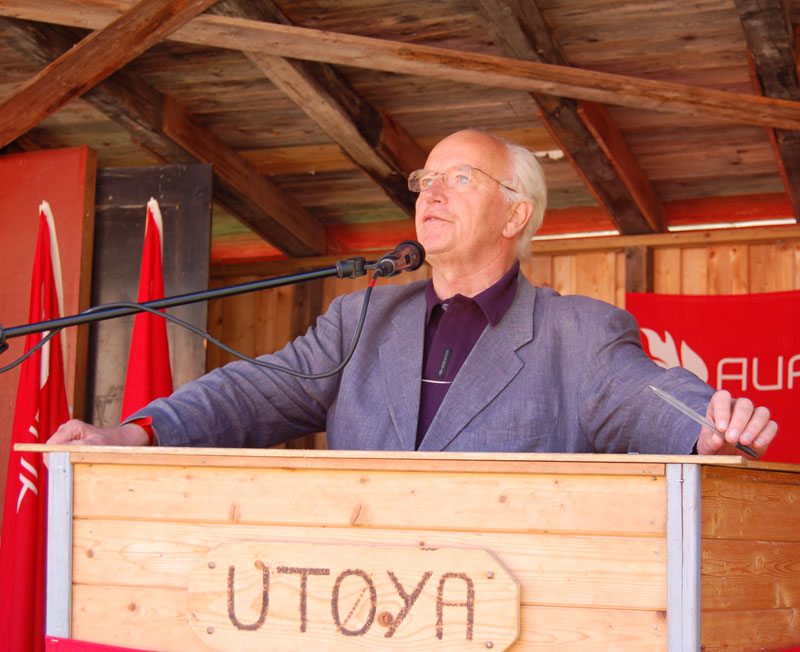
Thorvald Stoltenberg als Redner auf dem AUF-Sommerferienlager 2006

Die Insel befindet sich im Privatbesitz der Arbeidernes Ungdomsfylking (AUF), der Jugendorganisation der sozialdemokratischen Arbeiderpartiet Norwegens, die dort alljährlich ein Sommerferienlager abhält. Kommerziell wird die Insel von der Gesellschaft Utøya AS auch für externe Ausflüge und Freizeiten betrieben. Die AUF erhielt die Insel als Geschenk der Oslo und Akershus Handelskonföderation am 28. August 1950.
Die Insel ist überwiegend bewaldet und weist einige Lichtungen sowie eine Bucht im Südosten auf. Am Ostufer der Insel befindet sich ein kleiner Pier, der einer Fähre zum Anlegen an der Insel dient. Auf der Insel gibt es auch mehrere feste Gebäude. In der Nähe des Docks befinden sich das Hovedhuset („Haupthaus“), das Stabburet („Lebensmittelspeicher“) und der Låven („Scheune“). Direkt am Zeltplatz, der auf dem höchsten Areal der Insel angelegt ist, befindet sich mit dem Kafébygget („Cafeteria“) das größte Gebäude der Insel, in dem neben einer Mensa bzw. Cafeteria auch ein Kiosk und ein Versammlungsraum untergebracht sind. Des Weiteren befinden sich dort in einem kleinen Gebäude die Sanitäranlagen. Im südlichen Teil der Insel befindet sich noch die Skolestua (Schulgebäude).

## Etymologie
Die erste Silbe „ut“ bedeutet „außen“ oder „äußere“; die zweite Silbe ist die definite Form vom norwegischen Wort für „Insel“, „øy“. „Utøya“ bedeutet also etwa „die äußere Insel“ (des Tyrifjord).

## Attentat 2011

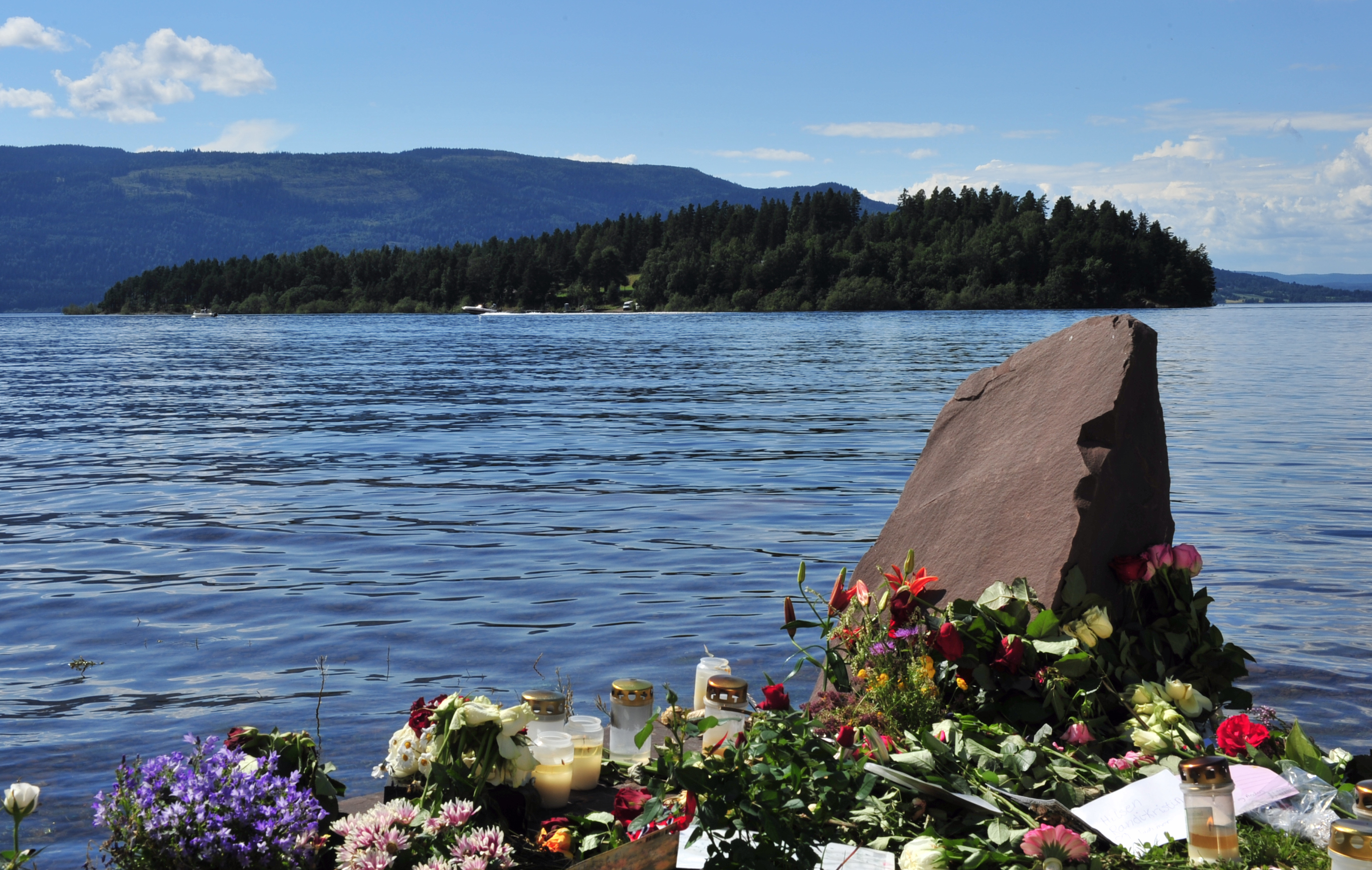
Beileidsbekundungen am Ufer des Tyrifjord nach dem Attentat.

Am 22. Juli 2011 verübte Anders Behring Breivik auf der Insel ein Attentat auf das Sommerferienlager der AUF, bei dem rund 560 Jugendliche anwesend waren. Nach der Zündung der Bomben in Oslo betrat er am frühen Abend als Polizist verkleidet die Insel unter dem Vorwand, die Campteilnehmer über die Bombenanschläge in Oslo zu informieren und sie zu beschützen. Er begann wahllos auf die Jugendlichen zu schießen, bis er etwa eineinhalb Stunden später von der Polizei widerstandslos festgenommen wurde. Das Attentat forderte 69 Todesopfer.
Um einen Ort des Gedenkens auf der Insel entbrannte ein jahrelanger Konflikt zwischen Überlebenden des Anschlags und Angehörigen der Opfer mit den Bewohnern, die nicht täglich an die Geschehnisse von 2011 erinnert werden wollen und eine Retraumatisierung befürchten. Kritiker erreichten im September 2020 den Baustopp von 77 drei Meter hohen Bronzestelen am Fähranleger. Im Februar 2021 entschied ein Gericht, dass das Denkmal gebaut werden darf. Am 18. Juni 2022 wurde das Mahnmal am Quai eingeweiht.